# Heliothodes
Heliothodes là một chi bướm đêm thuộc họ Noctuidae.

## Các loài
- Heliothodes diminutivus (Grote, 1873)
- Heliothodes joaquin McDunnough, 1946